# SIM-Access-Profile
Das SIM-Access-Profile (SAP, inoffiziell auch rSAP wegen engl. remote) ist ein Bluetooth-Datenübertragungsprotokoll, das vor allem in Mobiltelefonen genutzt wird. Damit ist es möglich, dass ein in einem Kraftfahrzeug eingebautes Mobiltelefon mittels Bluetooth eine Verbindung mit der SIM-Karte eines Bluetooth-fähigen Mobiltelefons herstellt. Das Mobiltelefon befindet sich dann im sogenannten Standby-Modus, der seinen Akku nur minimal belastet. Ab diesem Zeitpunkt werden die auf der SIM-Karte vorhandenen Zugangsdaten (im Prinzip die Netzzugangsberechtigung gemäß dem jeweiligen Mobilfunkvertrag) vom Autotelefon mit eigener GSM-Sende- und Empfangseinheit genutzt. Telefonate und Mitteilungen werden über die Fahrzeugantenne des Autotelefons geleitet.

## Vorteile und Technik
Gegenüber einer herkömmlichen Freisprecheinrichtung im Auto hat SAP den Vorteil, dass die Fahrzeugsendeanlage wesentlich leistungsfähiger ist als die des Telefons und daher einen besseren Empfang und eine höhere Zuverlässigkeit bietet. Auch gegenüber einem im Auto fest eingebauten Mobiltelefon ist SAP vorteilhaft, weil dann keine zweite SIM-Karte benötigt wird. Auch die Sprachqualität wird beim Einsatz von SAP erhöht, da die möglichen Fehler- oder Störquellen für das Mobilteil im Fahrzeuginneren entfallen.
Nicht verwechselt werden sollte das SIM-Access-Profile mit dem sogenannten Hands-Free-Profile, das in der überwiegenden Mehrzahl der Freisprechanlagen verbaut ist, wie beispielsweise bei sämtlichen Bluetooth-Freisprechanlagen von BMW sowie den meisten von Audi (s. u.). Hier wird beim Telefonieren mit Bluetooth die Antenne des Mobiltelefons genutzt, was als ungünstig bezüglich der Empfangseigenschaften zu bewerten ist. BMW und Audi bieten daher für gängige Mobiltelefone sogenannte Snap-In-Adapter an, welche das Telefon an die Fahrzeugantenne anschließen und auch den Akku laden. Bei infrarotreflektierenden Fahrzeugscheiben ist SAP jedoch unverzichtbar, da in diesem Fall keine Funkwellen durch die Scheiben dringen können.
Beim SAP geht es primär darum, dass Netzbetreiber-Zugangsdaten auf der SIM-Karte von einem anderen Telefon, in diesem Fall dem Autotelefon, genutzt werden, um sich im Mobilfunknetzwerk einzubuchen. Die Bluetooth-Spezifikation erlaubt dennoch die Übertragung jeder beliebigen APDU von der SIM, somit können vom Autotelefon beispielsweise auch problemlos Adress- und Telefondaten ausgelesen und auf einem Bildschirm dargestellt werden. Da sich das SIM-Access-Profile ausschließlich auf die SIM-Karte bezieht, können architekturbedingt nur die Adressbucheinträge übertragen werden, die auch auf der SIM-Karte und nicht im Speicher des Mobiltelefons gespeichert sind. Moderne SAP-Einheiten können jedoch über das separate Bluetooth-Profil PBAP auf die Kontakte des Mobilfunkgeräts zugreifen und somit eine transparente Verwendung beider Adressbücher anbieten.
Eine andere gebräuchliche jedoch inoffizielle Bezeichnung für SIM-Access-Profile ist auch rSAP (Remote-SIM-Access-Profile). Hierbei gibt es auch die Unterscheidung zwischen Client und Server, wobei in der Regel das Mobiltelefon mit der SIM-Karte als SIM Access-Server fungiert und die Freisprechanlage des Fahrzeuges den Client repräsentiert. Ein großer Vorteil von SAP gegenüber einer einfachen Freisprecheinrichtung (HFP) sind die deutlich längeren Sprech- oder Betriebszeiten, da der Akkumulator durch die deaktivierte Mobilfunk-Sendeeinheit viel weniger belastet wird.
Technisch interessant ist, dass die SIM-Schnittstelle, die sich normalerweise direkt im Mobiltelefon befindet und nur eine geringe Spannung von 1,8 V bei Strömen von einigen µA führt, mit Hilfe des SAP virtuell über Bluetooth auf eine Entfernung bis zu 100 m verlängert werden kann (je nach Bluetooth-Reichweite). Diese Tatsache macht das SAP auch interessant für alle Anwendungen, deren Hardware aus Platzgründen nicht dort platziert werden kann, wo sich der (dem Nutzer zugängliche) SIM-Karten-Einschub befindet.

## Kritik
Neben den Vorteilen hat die SAP-Technik auch Nachteile. Das Mobiltelefon selbst ist nicht mehr ins Netz eingebucht, wodurch alle Kommunikationsformen am Mobiltelefon deaktiviert sind. Das führt zum Beispiel dazu, dass eingehende SMS statt im Mobiltelefon im Speicher des Fahrzeugs abgelegt werden. Diese können dort zwar gelesen werden, müssen aber manuell auf das Handy übertragen werden, wenn sie auch dort lesbar sein sollen. Ebenso können beispielsweise Smartphones mit Navigations-App keine Kartendaten oder Stauinfos über mobiles Internet nachladen, während das Gerät per SAP mit dem Fahrzeug gekoppelt ist. Moderne SAP-Einheiten können jedoch über Bluetooth oder WLAN anderen im Auto befindlichen Geräten, wie beispielsweise Laptops, eine Internetverbindung zur Verfügung stellen.
In der aktuellen Fahrzeuggeneration von VW (z. B. Tiguan) kann man das Problem der fehlenden Internetverbindung dadurch umgehen, indem man das Mobiltelefon zusätzlich zur vorhandenen SAP-Verbindung in das bordeigene WLAN einbucht. Dadurch wird über das Fahrzeug nicht nur der Telefonteil zur Verfügung gestellt, sondern auch der Zugang zum mobilen Internet. Damit können dann auch anderen im Auto befindlichen Geräten, wie beispielsweise Laptops, wieder eine Internetverbindung zur Verfügung gestellt werden.
Ferner kann – anders als bei einer normalen Freisprecheinrichtung – nicht einfach in einen privaten Modus umgeschaltet werden, bei dem man das Gespräch am Mobiltelefon fortführt, dies muss/kann das Autotelefon übernehmen.
Auch beim Aufenthalt außerhalb des Fahrzeugs kann es zu einem unerwünschten Effekt kommen: Angenommen, die SAP-Einheit hat die Kontrolle über das Mobiltelefon und Gespräche können nur im Fahrzeug bemerkt oder angenommen werden. Befindet sich der Mobiltelefonnutzer außerhalb des Fahrzeugs und andere nehmen im Fahrzeug ein Gespräch an, besteht in diesem Fall grundsätzlich die Gefahr eines Missbrauchs. Bei einer einfachen Freisprecheinrichtung besteht dieses Problem allerdings auch, da nicht alle Mobiltelefone die Verwendung einer solchen anzeigen.
Moderne Freisprecheinrichtungen zeigen, dass auch bei ihnen die Synchronisation des Adressbuchs funktioniert. Der eigentliche Vorteil von SAP ist die bessere Empfangs- und Sendeleistung aufgrund der externen Antenne, die dadurch resultierende geringe Strahlungsbelastung (SAR-Wert) im Auto und die längere Akkulaufzeit des Mobiltelefons durch die Abschaltung seiner Sende- und Empfangseinheit.

## Unterstützung

### Fahrzeuge mit SAP-Unterstützung
(Hersteller-Tabelle ist nicht vollständig)
Aktuell können folgende Fahrzeuge ab Werk mit SIM-Access-Profile ausgestattet werden:
| Hersteller    | Modelle |
| ------------- | --- |
| Audi          | Alle Fahrzeuge mit Audi connect & Audi PhoneBox (auch im Audi TT ab Modelljahr 2015 und Audi R8 II) |
| Bentley       | Continental GT, GTC |
| BMW           | Snap-In SAP Adapter erhältlich für 1er, 3er, 7er (ab 09/08), 5er, 6er (ab 11/08), Z4 (ab 02/09), X5, X6 (ab 10/09) |
| Ferrari       | 599 GTB |
| Lancia        | Lancia Delta |
| Mercedes-Benz | alle Modelle mit Komfort-Telefonie und SAP-Adapter (V1 bis V4) |
| Opel          | Astra J, Insignia, Meriva B und Zafira Tourer (alle nur bis einschließlich Modelljahr 2013,5), Ampera |
| Porsche       | alle Modelle ab Modelljahr 2008 durch Porsche Communication Management (PCM) mit Telefonmodul |
| Seat          | alle Modelle mit Freisprecheinrichtung PREMIUM |
| Škoda         | alle Modelle mit Freisprecheinrichtung PREMIUM (allerdings Yeti erst nach dem Modellwechsel 2012) |
| Volkswagen    | alle Modelle mit Freisprecheinrichtung PREMIUM; seit dem Modelljahr 2011 ist diese Einheit zusätzlich mit dem HFP-Protokoll ausgerüstet, um auch Telefonen ohne SAP-Unterstützung zumindest die Lautsprecher und das Mikrofon des Fahrzeugs zur Verfügung zu stellen. |

### Mobiltelefone mit SAP-Unterstützung
Eine große Anzahl von Mobiltelefonen bietet eine Unterstützung für SAP. Durch die steigende Zahl an Smartphones wurden jedoch Betriebssysteme populär, die kein SIM-Access-Profile anbieten. Nahezu alle Mobiltelefone, die auf einem unmodifizierten Android, iOS, Maemo, MeeGo oder Windows Phone 7 basieren, unterstützen derzeit noch kein SIM-Access-Profile.
Eine Ausnahme dazu bilden einige Samsung-Modelle der Galaxy-Serie. Diese bieten – ebenso wie die meisten Nokia-Mobiltelefone – volle SAP-Unterstützung (Zugriff auch auf das Telefonbuch selbst). Da Android offiziell noch kein SAP unterstützt, lässt diese Implementierung auf eine Eigenentwicklung von Samsung schließen.
Beim Betriebssystem Android haben zwar schon viele Anwender den Wunsch nach SAP geäußert, diese Anfrage wurde aber bis jetzt von den Entwicklern noch nicht für eine konkrete Implementierung vorgesehen.
Bei einigen Android-Geräten von Samsung und HTC kann die Funktionalität von SAP mit einer App nachgerüstet werden. Dazu muss das Smartphone allerdings einen Root-Zugang bieten, der über spezielle inoffizielle Installationsdateien eingerichtet werden kann.
Mobiltelefone, die das SIM-Access-Profile (meist nach Aktivierung im Gerät) unterstützen, werden in den folgenden Unterkapiteln aufgeführt.

#### Windows Mobile 5.x / 6.x
| Hersteller    | Modelle basierend auf Windows Mobile 5.x / 6.x |
| ------------- | --- |
| Garmin-Asus   | - nüvifone M10 |
| HTC           | - Alle Modelle |
| Mitac         | - Mio A701 |
| Samsung       | - GT-B7610, GT-B7620, GT-B7350 (OMNIA 735) - SGH-i900 |
| Sony Ericsson | - XPERIA X1 |
| T-Mobile      | - Ameo, MDA Mail, MDA Pro, MDA touch, MDA touch plus, MDA Compact V, MDA Compact II, MDA Vario V, MDA Vario IV, MDA Vario III, MDA Vario II und I (nur mit neuester Firmware) |
| O2            | - XDA Trion, XDA Nova, XDA Orbit (funktioniert mit Windows Mobile 6.1 auch im Passat B6)                                                                                      |
| Vodafone      | - VPA III compact |

#### Windows Phone 7.x / 8.x
| Hersteller   | Modelle basierend auf Windows Phone 7.x / 8.x |
| ------------ | --------------------------------------------- |
| bisher keine | bisher keine                                  |

#### Windows 10 Mobile
| Hersteller   | Modelle basierend auf Windows 10 Mobile |
| ------------ | --------------------------------------- |
| bisher keine | bisher keine                            |

#### Apple iOS
| Hersteller | Modelle basierend auf Apple iOS |
| ---------- | --- |
| Apple      | offiziell bisher keine, bei einigen Geräten ist Nachrüstung möglich (3G(S) und 4): ; 4S und 5: http://www.iphone-rsap.com/ (Memento vom 11. September 2014 im Internet Archive) |

#### Blackberry OS / Blackberry 10
| Hersteller | Modelle basierend auf Blackberry OS |
| ---------- | --- |
| Blackberry | - Bold 9000, Bold 9700, Bold 9780, Bold 9900, Bold 9930 - Curve 8900, Curve 8520, Curve 9300, Curve 9360, Curve 9380 - Storm 9500, Storm 9520 - Torch 9800, Torch 9810, Torch 9860 |
|            | Modelle basierend auf Blackberry 10 (QNX) |
| Blackberry | - Z10, Z30, Leap - Q5, Q10, Classic, Passport |

#### Android
| Hersteller        | Modelle basierend auf Android |
| ----------------- | --- |
| Acer              | - Liquid E700 Trio (E39) - Liquid Z3 (Z130) - Liquid Z4 (Z160) |
| Alcatel           | - OT Idol 6030 D - OT 918D - OT Idol Alpha - Idol 3 - Idol 4 |
| Blackberry        | - Priv |
| BQ Aquaris        | - M 4.5 (Nur bis Aktualisierung 1.3.0) - E 5S - M5 (Dual-SIM-Telefon, SAP immer für erste SIM, Umschalten durch Umstecken.) |
| Doro              | - PhoneEasy 740 |
| HTC               | - HTC 10 - HTC One M9 - HTC One M8 - HTC Desire Eye - HTC Desire 820 |
| Kodak             | - IM 5 |
| Lenovo / Motorola | - moto g 5G plus (Dual-SIM-Telefon, SAP immer für erste SIM, getestet mit Android 11 und MB BT SAP V4 sowie Nokia 616) - moto g54 5G (SAP für phys. SIM, getestet mit Nokia 616) |
| Nokia (HMD)       | - Nokia 7.1 |
| LG                | - LG G2 mini - LG G3 s - LG G4, G4c, G4s - LG G5 - LG V10 - Google Nexus 5x - LG G6 - LG G7 - LG Velvet 5G |
| Samsung           | - GT-I9000 Galaxy S - GT-I9001 Galaxy S plus - GT-i9205 Galaxy Mega 6.3 - GT-I9100 Galaxy S II (nur bis Android 2.3.x, mit neuestem Update ab 4.04 nun doch wieder möglich) - GT-I9105P Galaxy S II Plus - GT-I9003 Galaxy SL - GT-I9300 Galaxy S III - GT-I9305 Galaxy S III LTE - GT-I9505 Galaxy S4 - GT-I9295 Galaxy S4 Active - GT-I9195 Galaxy S4 mini - SM-G900 Galaxy S5 - SM-G800F Galaxy S5 mini - SM-G920 Galaxy S6 - SM-G925 Galaxy S6 Edge - SM-G930F Galaxy S7 - SM-G935F Galaxy S7 Edge - SM-G950F Galaxy S8 - SM-G960F Galaxy S9 (nicht Galaxy S9 Duos) - SM-G970 Galaxy S10 (nicht Galaxy S10 Duos) - SM-G781B Galaxy S20 FE 5G - SM-G900B/DS Galaxy S21 FE 5G - GT-I8150 Galaxy W - GT-N7000 Galaxy Note - GT-N7100 Galaxy Note II - GT-N9000/5 Galaxy Note 3 - GT-P1000 Galaxy Tab - GT-S7275R Samsung Galaxy ACE 3 - SM-G130HN Galaxy Young 2 - SM-A315G/DS Galaxy A31 (laut Samsung Hotline haben alle neuen Handys mit Android 10 rSAP - Dieses (A31) wurde mit Opel Bj. 2010 getestet) - SM-A546B Galaxy A54 5G (in 2 Mercedes mit Komfortmodul selbst in Nutzung über rSAP!) |
| Sony              | - offiziell bisher keine, bei einigen Geräten ist Nachrüstung möglich. - Xperia T3 Style (allerdings Handyneustart nach Abmeldung vom Fahrzeug) |
| Wiko              | - Wiko Cink Peax 2 - Wiko Highway - Wiko Highway Signs - Wiko Lenny |
| Xiaomi            | - MI2S |
| THL               | - 2015 |

#### Symbian Belle
| Hersteller | Modelle basierend auf Symbian Belle / Nokia Belle |
| ---------- | --- |
| Nokia      | - Symbian Belle basierte Geräte: Nokia 603, 700, 701, 808 - Symbian Anna basierte Geräte mit offiziell verfügbarem Upgrade auf Symbian Belle: Nokia E6-00, E7-00, N8-00, C6-01, C7-00, X7-00 |

#### Ältere und andere Systeme
| Hersteller   | Modelle basierend auf anderen Systemen sowie ältere Telefone ohne nennenswerte Smartphone-Funktionalitäten |
| ------------ | --- |
| BenQ-Siemens | - C81, CX75 - E71, EL71 - M75, M81 - S65, S68, S75, SK65, SL75, SP65 |
| LG           | - BL20, BL40 - GD510, GD880 - HB620t - KB770, KC910, KP500, KM900 Arena (Gesamtliste nach Anfrage beim Hersteller vom 27. April 2010) |
| Motorola     | bisher keine |
| Nokia        | - 2323 Classic, 2330 Classic, 2600 Classic, 2630, 2660, 2680 slide, 2700 Classic, 2760 - 3109 Classic, 3110 Classic, 3250, 3250 Xpress Music, 3500 Classic, 3600 Slide, 3710 fold, 3720 Classic - 5200, 5230, 5300, 5310/5320/5330/5530/5630/5730, 5500, 5610 Xpress Music, 5700 Xpress Music, 5800 Xpress Music - 6021, 6085, 6086, 6103, 6110 Navigator, 6111, 6112, 6120 Classic, 6121 Classic, 6125, 6131, 6151, 6210 Navigator, 6220 classic, 6124 classic, 6230, 6230i, 6233, 6234, 6260 Slide, 6267, 6270, 6280, 6288, 6290, 6300, 6300i, 6303, 6303i, 6303i classic 6301, 6500 Classic, 6500 Slide, 6555, 6600 fold, 6600 slide, 6600i slide, 6650 Fold, 6700 Classic, 6710 Navigator, 6720 Classic, 6730 Classic, 6760 Slide, 6810, 6820, 6822 - 7020, 7210 Supernova, 7230, 7280, 7330, 7370, 7373, 7390, 7500 Prism, 7510 Supernova, 7610 Supernova, 7900 Prism - 8600 Luna, 8800, 8800 Arte, 8800 Sapphire Arte, 8800 Carbon Arte, 8800 Sirocco, Communicator - 9300, Communicator 9300i, Communicator 9500 (ab Software 5.22) - C1-01, C2-01, C5 - E50, E51, E52, E55, E60, E61, E61i, E63, E65, E66, E70, E71, E72, E75, E90 - N71, N72, N73, N76, N77, N78, N79, N8, N80, N800, N81, N82, N83, N85, N86, N810, N91, N92, N93, N93i, N95, N95 8GB, N96, N97, N97 mini - X2-00, X3-00, X6-00, X7-00 |
| Palm         | - Treo Pro Smartphone |
| Samsung      | basierend auf Symbian OS: - GT-I7110 Pilot, GT-I8510 innov8, GT-I8910 OmniaHD, SGH-G810, SGH-i550, SGH-i560 basierend auf Bada OS: - GT-S5250 (Wave 525), GT-S5330 (Wave 533), GT-S5780 (Wave 578), GT-S7230 (Wave 723), GT-S7250 (Wave M), GT-S5380 (Wave Y), GT-S8500 (Wave, mit Einschränkungen), GT-S8530 (Wave II), GT-S8600 (Wave 3) basierend auf sonstigen/proprietären Systemen: - GT-B2100, GT-B2710, GT-B3410, GT-C3780, GT-E1130, GT-E1310, GT-E2100, GT-E2370, GT-I6410, GT-I8320, - GT-M3200, GT-M3510, GT-M7500, GT-M7600, GT-M8800, GT-M8910 - GT-S3100, GT-S3600, GT-S3650, GT-S5230, GT-S5260, GT-S5510, GT-S5600, GT-S5620, GT-S7220, GT-S7330, GT-S7350, GT-S8000, GT-S8300, GT-S9110 - SGH-D900, SGH-E250 - SGH-F110, SGH-F330, SGH-F400, SGH-F480, SGH-F490, SGH-F500, SGH-F700 - SGH-G400, SGH-G600, SGH-G800, SGH-J150, SGH-J700 - SGH-L170, SGH-L760, SGH-L810, SGH-M150, SGH-M200 - SGH-U700, SGH-U800, SGH-U900 |

### Freisprechanlagen mit SAP-Unterstützung
Freisprechanlagen, die das SIM-Access-Profile implementiert haben, sind:
| Hersteller         | Modell                  |
| ------------------ | ----------------------- |
| Nokia              | Nokia 610 und Nokia 616 |
| Funkwerk Dabendorf | Audio Com               |
| Parrot             | CK 3500                 |
| Siemens            | HKW-720                 |
| THB Bury           | LT-9100                 |

### Andere Geräte
Andere Geräte mit SIM-Access-Profile:
| Hersteller | Modell                                                                                              |
| ---------- | --------------------------------------------------------------------------------------------------- |
| Becker     | Cascade Pro 7941 und Mexico 7948 (Navigationssysteme für den DIN-Schacht mit Freisprecheinrichtung) |